# Червоне (Застугнянська сільська рада)
Червоне́ —  село в Україні, у Васильківській міській громаді Обухівського району Київській області. Населення становить 421 осіб.

## Населення

### Мова
Розподіл населення за рідною мовою за даними перепису 2001 року:
| Мова       | Кількість | Відсоток |
| ---------- | --------- | -------- |
| українська | 409       | 97.15%   |
| російська  | 12        | 2.85%    |
| Усього     | 421       | 100%     |